# Interreligiöser Rat Russlands
Der Interreligiöse Rat Russlands (russ. Meschreligiosny sowet Rossii / Межрелигиозный совет России (МСР); wiss. Transliteration
Mežreligioznyj sovet Rossii; auch Mezhreligioznyy sovet Rossii; engl. Interreligious Council in Russia)
vereint führende Vertreter der vier bedeutendsten Konfessionen des Landes: der Russisch-Orthodoxen Kirche, des Islam, des Judentums und des Buddhismus.

## Geschichte
Der Interreligiöse Rat Russlands wurde am 23. Dezember 1998 gebildet. Er besteht aus den Vorsitzenden des Moskauer Patriarchats, des Russischen Muftirats, dem Zentralen Geistlichen Verwaltung der Muslime Russlands, dem Kongress der jüdischen religiösen Organisationen und Verbände in Russland und der Buddhistischen Traditionellen Sangha Russlands.
Die Initiative zum Aufbau der Organisation ging von der Russisch-Orthodoxen Kirche aus. Selbsterklärte Ziele sind die Durchführung gemeinsamer Aktivitäten, die Bekämpfung der Ausschlachtung religiöser Gefühle zur Anheizung innerethnischer Konflikte sowie der Dialog mit staatlichen russischen und ausländischen Behörden.

## Zusammensetzung
Ehrenvorsitzender des Vorstands:
- Kyrill, Patriarch von Moskau und der ganzen Rus

Mitglieder des Präsidiums:
- Hilarion (Grigori Walerjewitsch Alfejew) - Metropolit von Wolokolamsk, Vorsitzender der Abteilung für kirchliche Außenbeziehungen des Moskauer Patriarchats
- Rawil Gainutdin, Mufti, Scheich, Vorsitzender des Russischen Muftirates
- Talgat Tadschuddin, Großmufti, Scheich-ul-Islam, der Vorsitzende der Zentralen Geistlichen Verwaltung der Muslime Russlands
- Hadschi Ismail Berdijew, Mufti, Vorsitzender des Koordinierungsrates der Muslime im Nordkaukasus
- Berel Lazar, Oberrabbiner Russlands[1]
- Adolf Solomonowitsch Schajewitsch, Oberrabbiner Russlands
- Damba Ajuschejew, Hambo Lama Pandido, Oberhaupt der Buddhistischen Traditionellen Sangha Russlands

(Quelle:)

## Frühere Mitglieder
- Wsewolod Tschaplin, Erzpriester, (ehemaliger) Vorsitzender der Abteilung des Heiligen Synods des Moskauer Patriarchats für Beziehungen zwischen Kirche und Gesellschaft